# Exosun
Exosun est une entreprise française qui produit des trackers solaires. Créée en 2008, elle est maintenant présente sur trois continents et appartient à ArcelorMittal depuis début 2018.

## Histoire
L'entreprise est fondée en 2007 par Frédéric Conchy et Jean-Noël de Charentenay. En 2012, elle réalise une levée de fonds de 12 millions d'euros auprès d'Omnes Capital, de Grand Sud-Ouest Capital, d'Aquitaine Expansion et de l'Ademe. 
En 2016, confrontée à une concurrence accrue, elle réduit ses effectifs en France tout en se développant à l'étranger. En 2018, elle est reprise par ArcelorMittal après avoir été placée en redressement judiciaire à l'été 2017 alors qu'elle avait réalisé un chiffre d'affaires de 25 millions d'euros sur 2016-2017.
Le 3 janvier 2018, la société est placée en liquidation judiciaire et cédée.
L'acheteur est le numéro un mondial de la sidérurgie : ArcelorMittal, Les activités d’Exosun seront intégrées au sein d’ArcelorMittal Projects, la division dédiée aux projets d’infrastructures dans les domaines de l’énergie et de la construction.

## Activités
L'entreprise, basée à Martillac (Gironde), produit des trackers solaires utilisés sur des centrales solaires photovoltaïques de grandes dimensions pour suivre la course du soleil. Elle est présente en France, aux États-Unis et en Afrique du Sud,.
Elle a comme partenaire Exoès (en), issue d'un accord avec le bureau d'étude Amoès, qui développe des technologies de récupération de chaleur,.